# Honda XL 350-serie
De Honda XL 350-serie is een serie offroadmotoren van Honda. De Honda XL 350 werd geproduceerd van 1974 t/m 1978 en de Honda XL 350 R werd geproduceerd 1984 en 1985.

## Voorgeschiedenis
Honda leverde al sinds 1961 motorfietsen die min of meer geschikt waren voor het gebruik op onverharde wegen en in het terrein. Rond 1966 ging men onderscheid maken tussen scramblers, licht omgebouwde straatmotoren die op onverharde wegen nog wel konden worden gebruikt, en offroadmotoren, die voor zwaarder terrein geschikt waren. De scramblers kregen de aanduiding "CL", zoals de Honda CL 100, de Honda CL 125 S, de Honda CL 160 D, de Honda CL 175, de Honda CL 350 en de Honda CL 450. De offroadmotoren kregen de aanduiding "SL", zoals de Honda SL 100, de Honda SL 125, de Honda SL 175 en Honda SL 350. Al deze modellen waren direct afgeleid van bestaande straatmotoren zelfs als het tweecilinders waren. Vanaf 1972 ging men speciale eencilinder-offroadmotoren maken, te beginnen met de Honda XL 250. In 1973 volgde de Honda XL 175 en in 1974 de Honda XL 100, de Honda XL 125 en de Honda XL 350.

## 1974-1978, Honda XL 350
De Honda XL 350 verscheen zoals gezegd in 1974 en had afgezien van de eencilindermotor nog veel kenmerken van de tweecilinder SL 350, die in 1973 uit productie was gegaan. Die machine had al voldoende bodemvrijheid om laaggeplaatste uitlaten te kunnen monteren.

### Motor
De motor was een luchtgekoelde staande eencilinder met een enkele bovenliggende nokkenas en vier kleppen. De boring-slagverhouding bedroeg 79 x 71 mm, waardoor de cilinderinhoud op 348 cc kwam. Er was geen startmotor, want die zou extra gewicht meebrengen, de machine werd gestart met een kickstarter. De brandstofvoorziening ging via een 32mm-Keihin-carburateur. De compressieverhouding was 8,5:1 en het vermogen bedroeg 22,4 pk bij 7.500 tpm. De XL 350 had elektrische richtingaanwijzers.

### Aandrijving
Vanaf de krukas werd de natte platenkoppeling met zeven koppelingsplaten door tandwielen aangestuurd. De XL 350 had een vijfversnellingsbak en de secundaire aandrijving geschiedde met een vrijwel geheel open liggende ketting.

### Rijwielgedeelte
Het frame was een semi-dubbel wiegframe. Vanaf het balhoofd liepen enkele buizen zowel bovenlangs de motor als naar de onderkant van het blok. Beide buizen splitsten zich echter op in dubbele buizen, waardoor een stevig geheel ontstond waarin de motor zelf geen dragende functie had. Onder het motorblok, waar al twee framebuizen zaten, zat ook een carterbeschermingsplaat. Voor zat een telescoopvork, achter zat een swingarm met twee in vijf standen instelbare veer/demperelementen. Zowel voor als achter zaten trommelremmen. Het voorwiel mat 21 inch, het achterwiel 18 inch. Beide wielen waren van lichtmetaal.

### 1974, XL 350 K0
De XL 350 K0 uit 1974 werd slechts in één kleur geleverd: metallic zilver met blauwe biezen. De tank, de spatborden en het koplamphuis waren zilverkleurig, de biezen op de tank en het voorspatbord waren blauw. De zijdeksels waren matzwart, en daarop stond in oranje en wit "XL 350". De matzwarte uitlaat zat links, laaggeplaatst en had een verchroomd hitteschild.

### 1975, XL 350 K1
De XL 350 K1 werd geleverd in Excel Black met rood. De tank had twee kleuren: rood en zwart. Het koplamphuis was zilverkleurig. De zijdeksels en de spatborden waren zwart. Op de zijdeksels stond in rood en wit "XL 350". De matzwarte uitlaat zat links, laaggeplaatst en had een verchroomd hitteschild.

### 1976, XL 350 '76
In 1976 kreeg de XL 350 een lichter, vlotter uiterlijk, voornamelijk omdat de forse uitlaat werd verplaatst, omhoog werd gelegd en grotendeels verborgen werd achter het frame, het rechter zijdeksel en een klein driehoekig hitteschild tussen de rechter schokdemper en het achterframe. De matzwarte einddemper kreeg een apart klein hitteschild. De kleur was Excel Black met rood en met witte biezen. Zowel de tank als de zijdeksels waren tweekleurig. Het "XL 350"-logo op de zijdeksels was zwart met een witte rand. Het frame werd ook vernieuwd om het doorsteken van de uitlaat mogelijk te maken. Het sloot ook veel beter rond het motorblok aan.

### 1977, XL 350 '77
In 1977 kwamen er slechts kleine wijzigingen. Nog steeds was de machine zwart met rood, maar dat was nu "Tahitian Red". Het "XL 350"-logo was nu rood.

### 1978, XL 350 '78
In 1978 veranderden de kleuren van tank en zijdeksels. De hoofdkleur was nog steeds zwart, maar nu kwamen er brede en oranje biezen op. Het "XL 350"-logo was zwart en rood.

## Productiepauze
De meeste XL 125- en XL 250-series kregen rond 1979 hun "S"-versie, waarbij de ontsteking werd vervangen door de elektronische CDI en ook het uiterlijk werd gemoderniseerd. Dat gold echter niet voor de Honda XL 175 en de Honda XL 350. De XL 175 kwam te vervallen en de XL 350 werd in 1979 opgevolgd door de XL 500 S. In 1983 verscheen de XR 350 R enduromotor en een jaar later een wat rustiger versie die er wel veel gelijkenis mee had, de Honda XL 350 R.

## 1984-1985, XL 350 R
Toen de XL 350 R op de markt kwam had de techniek niet stilgestaan. De machine kreeg een nieuwe motor, die veel overeenkomsten had met die van de XR 350 R. De boring-slagverhouding was 84 x 61,3 mm, in de cilinderkop was de RFVC-techniek met radiaal geplaatste kleppen toegepast, er waren nu twee 26mm-carburateurs en zes versnellingen. Het achterwiel werd geveerd door de nieuwe Progressive Link Mono Suspension (Pro Link)-monovering en in het voorwiel zat nu een schijfrem.

### 1984, XL 350 R '84
De XL 350 R uit 1984 werd geleverd in Monza Red. De koplamp was rechthoekig en zat in een kunststofdeel dat ook als "startnummerplaat" kon dienen. Ook de zijdeksels waren rechthoekig en hadden een zwart deel dat op een startnummerplaat leek. Het zadel, de voorvorkrubbers waren ook zwart. Het "350 R"-logo stond in wit op de zijdeksels, de letters "XL" stonden in wit op het achterste deel van het zadel.

### 1985, XL 350 R '85
In 1985 werd de machine veel kleuriger. De hoofdkleur was Flash Red, de Honda-vleugel op de tank was rood, wit en blauw. Het "350 R"-logo was wit en blauw, de voorvorkrubbers en het zadel waren blauw, de startnummerplaten waren nu geel.

## Technische gegevens
|                        | XL 350                            | XL 350                            | XL 350                            | XL 350                            | XL 350                            |                                   | XL 350 R                          | XL 350 R                          |                    |                    |                    |
| Periode                | 1974                              | 1975                              | 1976                              | 1977                              | 1978                              |                                   | 1984                              | 1985                              |                    |                    |                    |
| Categorie              | Offroad                           | Offroad                           | Offroad                           | Offroad                           | Offroad                           | Offroad                           | Offroad                           | Offroad                           |                    |                    |                    |
| Motortype              | OHC 4 kleppen                     | OHC 4 kleppen                     | OHC 4 kleppen                     | OHC 4 kleppen                     | OHC 4 kleppen                     |                                   | OHC RFVC 4 kleppen                | OHC RFVC 4 kleppen                | OHC RFVC 4 kleppen | OHC RFVC 4 kleppen | OHC RFVC 4 kleppen |
| Bouwwijze              | Luchtgekoelde staande eencilinder | Luchtgekoelde staande eencilinder | Luchtgekoelde staande eencilinder | Luchtgekoelde staande eencilinder | Luchtgekoelde staande eencilinder | Luchtgekoelde staande eencilinder | Luchtgekoelde staande eencilinder | Luchtgekoelde staande eencilinder |                    |                    |                    |
| Boring                 | 79 mm                             | 79 mm                             | 79 mm                             | 79 mm                             | 79 mm                             |                                   | 84 mm                             | 84 mm                             |                    |                    |                    |
| Slag                   | 71 mm                             | 71 mm                             | 71 mm                             | 71 mm                             | 71 mm                             |                                   | 61,3 mm                           | 61,3 mm                           |                    |                    |                    |
| Cilinderinhoud         | 348,0 cc                          | 348,0 cc                          | 348,0 cc                          | 348,0 cc                          | 348,0 cc                          |                                   | 339,7 cc                          | 339,7 cc                          |                    |                    |                    |
| Carburateur(s)         | 1 x Keihin 32 mm                  | 1 x Keihin 32 mm                  | 1 x Keihin 34 mm                  | 1 x Keihin 34 mm                  | 1 x Keihin 34 mm                  |                                   | 2 x Keihin 26 mm                  | 2 x Keihin 26 mm                  | 2 x Keihin 26 mm   | 2 x Keihin 26 mm   | 2 x Keihin 26 mm   |
| Smeersysteem           | Wet-sump                          | Wet-sump                          | Wet-sump                          | Wet-sump                          | Wet-sump                          | Wet-sump                          | Wet-sump                          | Wet-sump                          |                    |                    |                    |
| Compressieverhouding   | 8,5:1                             | 8,5:1                             | 8,5:1                             | 8,5:1                             | 8,5:1                             |                                   | 9,5:1                             | 9,5:1                             |                    |                    |                    |
| Max. Vermogen          | 22,4 pk bij 7.500 tpm             | 22,4 pk bij 7.500 tpm             | 22,4 pk bij 7.500 tpm             | 22,4 pk bij 7.500 tpm             | 22,4 pk bij 7.500 tpm             |                                   | 30 pk bij 7.500 tpm               | 30 pk bij 7.500 tpm               |                    |                    |                    |
| Primaire aandrijving   | Tandwielen                        | Tandwielen                        | Tandwielen                        | Tandwielen                        | Tandwielen                        | Tandwielen                        | Tandwielen                        | Tandwielen                        |                    |                    |                    |
| Koppeling              | Meervoudige natte plaat           | Meervoudige natte plaat           | Meervoudige natte plaat           | Meervoudige natte plaat           | Meervoudige natte plaat           | Meervoudige natte plaat           | Meervoudige natte plaat           | Meervoudige natte plaat           |                    |                    |                    |
| Versnellingen          | 5                                 | 5                                 | 5                                 | 5                                 | 5                                 |                                   | 6                                 | 6                                 |                    |                    |                    |
| Secundaire aandrijving | Ketting                           | Ketting                           | Ketting                           | Ketting                           | Ketting                           | Ketting                           | Ketting                           | Ketting                           |                    |                    |                    |
| Rijwielgedeelte        | Semi-dubbel wiegframe             | Semi-dubbel wiegframe             | Semi-dubbel wiegframe             | Semi-dubbel wiegframe             | Semi-dubbel wiegframe             | Semi-dubbel wiegframe             | Semi-dubbel wiegframe             | Semi-dubbel wiegframe             |                    |                    |                    |
| Voorvork               | Telescoopvork                     | Telescoopvork                     | Telescoopvork                     | Telescoopvork                     | Telescoopvork                     | Telescoopvork                     | Telescoopvork                     | Telescoopvork                     |                    |                    |                    |
| Achtervork             | Swingarm                          | Swingarm                          | Swingarm                          | Swingarm                          | Swingarm                          |                                   | Pro Link                          | Pro Link                          |                    |                    |                    |
| Remmen                 | Trommelremmen                     | Trommelremmen                     | Trommelremmen                     | Trommelremmen                     | Trommelremmen                     |                                   | Schijfrem voor, trommelrem achter | Schijfrem voor, trommelrem achter |                    |                    |                    |
| Tankinhoud             | 9,5 Liter                         | 9,5 Liter                         | 9,5 Liter                         | 9,5 Liter                         | 9,5 Liter                         |                                   | 11 Liter                          | 11 Liter                          |                    |                    |                    |
| Gewicht                | 150 kg rijklaar                   | 150 kg rijklaar                   | 150 kg rijklaar                   | 150 kg rijklaar                   | 150 kg rijklaar                   |                                   | 137 kg rijklaar                   | 137 kg rijklaar                   |                    |                    |                    |
| Voorganger             | Geen                              | Geen                              | Geen                              | Geen                              | Geen                              |                                   | Geen                              | Geen                              |                    |                    |                    |
| Opvolger               | XL 500 S                          | XL 500 S                          | XL 500 S                          | XL 500 S                          | XL 500 S                          |                                   | Geen                              | Geen                              |                    |                    |                    |